# Claudia Winterstein
Claudia Winterstein (de soltera Beyer; Berlín, 18 de marzo de 1950) es una política alemana. Se desempeñó como miembro del Bundestag por el Partido Democrático Libre (FDP) de 2002 a 2013, y fue secretaria parlamentaria de su partido entre 2005 y 2009. Sirvió varios mandatos en el ayuntamiento de Hannover y también trabajó como corresponsal de economía certificada, conferencista, asistente de investigación y ejecutiva de administración de propiedades.

## Biografía
Beyer nació en Berlín. Logró el Abitur en el Gymnasium Steglitz humanístico de Berlín-Steglitz. Se formó para ser corresponsal económica certificada (Wirtschaftskorrespondentin) para inglés y español. Beyer tenía la intención de convertirse en arquitecta, pero descubrió que el campo en Berlín Oeste estaba saturado de arquitectos y escaso de lotes de propiedades disponibles, debido al Muro de Berlín. En cambio, estudió pedagogía en la Pädagogische Hochschule Berlin (PH), y se graduó con diploma. Trabajó desde 1972 como corresponsal del departamento de asuntos exteriores de un mayorista, pasando al año siguiente a un puesto de asistente de investigación de la Deutsche Gesellschaft für die Vereinten Nationen (Sociedad alemana para las Naciones Unidas). Luego se convirtió en su directora ejecutiva para la región de Berlín de 1976 a 1979. También dio conferencias de 1977 a 1979 en el PH Berlin en la cátedra de Bildungsplanung.
Desde 1980, Winterstein trabajó en el estudio de arquitectura de su marido en Hannover, como ejecutiva del departamento de administración de propiedades. Obtuvo un doctorado de la Universidad Libre de Berlín en 1984, con una disertación titulada Migrantenintegration qua Bildungsplanung, sobre la planificación de un sistema educativo para integrar a los niños turcos en Berlín Oeste, en teoría y práctica.
Winterstein se unió al Partido Democrático Libre (FDP) en 1980. De 1996 a 2003, fue vicepresidenta de la organización de mujeres del partido en Baja Sajonia. Fue miembro de la junta estatal (Landesvorstand) allí desde 1994 y se convirtió en presidenta del partido del distrito Hannover-Stadt en 1996, y también de la región de Hildesheim en 2006. Fue miembro del consejo de la ciudad de Hannover de 1991 a 1996, y nuevamente de 2001 a 2002, sirviendo como vicepresidenta de su partido de 1995 a 1996, y como presidenta de 2001 a 2002.
Winterstein fue miembro del Bundestag de 2002 a 2013, donde se desempeñó como portavoz del partido para la política cinematográfica y como presidenta del grupo de trabajo para el presupuesto. También fue miembro del comité de presupuesto y Obfrau en el comité de Rechnungsprüfung. Fue miembro suplente en el comité de cultura y medios de comunicación. El 26 de octubre de 2009, Winterstein fue elegida Parlamentarische Geschäftsführerin (secretaria parlamentaria) de su partido.
Winterstein no buscó una candidatura para las siguientes elecciones. Ha trabajado como freelance en el campo de la asesoría política, para empresas como CargoBeamer desde 2014 y Global Bridges desde 2018.

### Vida privada
Winterstein se casó en 1979; la pareja tiene un hijo, nacido en 1985. Ella y su marido están separados.